# Прича о Луси и Џеси
Прича о Луси и Џеси (енгл. The Story of Lucy and Jessie) је 104. епизода серије Очајне домаћице у продукцији Еј-Би-Сија. То је уједно и седамнаеста епизода петог серијала која је премијерно приказана 15. марта 2009. године у Сједињеним Америчким Државама. Радио Телевизија Србије најавила је да ће премијерно приказивати конмлетну пету сезону.